# Numerus clausus
Numerus clausus (lat., česky „uzavřený počet“) tradičně označuje maximální počty studentů přijímaných na univerzity. Obdobně se také používá pro kvóty ve svobodných povoláních a v jiných sférách veřejného života. V České republice si maximální počty studentů určuje každá vysoká škola sama, počty notářů a exekutorů stanoví ministerstvo spravedlnosti (ale např. v advokacii numerus clausus neplatí, zrušen byl už roku 1869).
V historii byl numerus clausus uplatňován především ve vztahu k Židům. V historickém kontextu může být výrazem myšlena část translokačního reskriptu z roku 1726, který nařizoval opětovné uzavření židů do ghett, a familiantský zákon, stanovující numerus clausus (maximální počet židovských rodin v zemi), důsledkem bylo, že ženit se legálně mohli pouze prvorození synové. V Čechách byl počet židovských rodin ustanoven na 8 541 rodin a na Moravě na 5 106 rodin.
V mnoha případech bylo stanoveno, že jejich podíl na univerzitách nebo v provozování svobodných povolání musí odpovídat procentnímu zastoupení v celé populaci. V Rusku byl numerus clausus zaveden tzv. májovými zákony už roku 1882, v Maďarsku, v Rumunsku a v Polsku v průběhu 20. let, v Německu v souvislosti s převzetím moci nacisty roku 1933 a v Československu až v průběhu tzv. druhé republiky v roce 1938.